# Torstad
Torstad est un village de la municipalité de Nærøy dans le comté du Trøndelag en Norvège. Il est situé dans le Nærøysundet, à environ 6 km au nord du village de Ottersøya. On y trouve la chapelle de Torstad qui dessert la paroisse de Nærøy.